# Liste der Biografien/Chn
Liste der Biografien |
Portal Biografien |
Personensuche
# |
A |
B |
C |
D |
E |
F |
G |
H |
I |
J |
K |
L |
M |
N |
O |
P |
Q |
R |
S |
T |
U |
V |
W |
X |
Y |
Z |
?
 
Ca |
Cb |
Cc |
Ce |
Ch |
Ci |
Cj |
Ck |
Cl |
Cm |
Cn |
Co |
Cr |
Cs |
Ct |
Cu |
Cv |
Cw |
Cy |
Cz
 
Cha |
Chb |
Che |
Chh |
Chi |
Chk |
Chl |
Chm |
Chn |
Cho |
Chr |
Cht |
Chu |
Chv |
Chw |
Chy
Die Liste der Biografien führt alle Personen auf, die in der deutschsprachigen Wikipedia einen Artikel haben. Dieses ist eine Teilliste mit 13 Einträgen von Personen, deren Namen mit den Buchstaben „Chn“ beginnt.

## Chn

### Chna
- Chnaik, Jamaa (* 1984), marokkanische Dreispringerin

### Chni
- Chninni, Riadh (* 1997), tunesischer Leichtathlet

### Chno
- Chnodomar, alamannischer Gaukönig in der Ortenau
- Chňoupek, Bohuslav (1925–2004), tschechoslowakischer Politiker (KSČ)

### Chnu
- Chnumet, altägyptische Prinzessin der 12. Dynastie
- Chnumhotep, altägyptischer Wesir
- Chnumhotep, Bürgermeister auf Elephantine
- Chnumhotep I., altägyptischer Beamter
- Chnumhotep II., altägyptischer Beamter
- Chnumibre, ägyptischer Beamter
- Chnumneti, altägyptischer Wesir

### Chny
- Chnykin, Pawlo (* 1969), ukrainischer Schwimmer
- Chnykina, Nadeschda Pawlowna (* 1933), georgische Leichtathletin